# Prjaža
Prjaža (rusky Пря́жа, karelsky Priäžä, finsky Prääsä) je sídlo městského typu v Karelské republice v Ruské federaci. Při sčítání lidu v roce 2010 měla přes tři tisíce obyvatel.

## Poloha a doprava
Prjaža leží přibližně čtyřicet kilometrů jihozápadozápadně vzdušnou čarou od Petrozavodsku, hlavního města republiky, a tím i od Oněžského jezera.
Přes obec prochází dálnice R21 Kola z Petrohradu do Murmansku, která vede po jižním a východním břehu Ladožského jezera. Od té se zde odpojuje dálnice A121 Sortavala vedoucí z Prjaži na západ do Sortavaly a pak na jih také do Petrohradu, ale cestou podél severního a západního břehu Ladožského jezera.
Nejbližší železniční stanice je v Petrozavodsku na Murmanské železniční magistrále z Petrohradu do Murmansku.

## Dějiny
První zmínka o obci je z 80. let šestnáctého století, kdy se o ní mluví jako o vesnici „u Prjažského jezera“. Od 18. století se rozvíjela v souvislosti s lesnictvím, uhlířstvím a získáváním železa z rašelinišť.
Během finských výpadů do Ruska v letech 1918–1922 byla Prjaža od 29. dubna do konce června 1919 v držení Finů.
Během Pokračovací války byla Prjaža v držení Finů od září 1941 do konce června 1944 a nazývala se Teru.
V roce 1962 získala Prjaža status sídlo městského typu.